# ベン・カーソン
ベンジャミン・ソロモン・"ベン"カーソン・シニア（Benjamin Solomon "Ben" Carson, Sr.、1951年9月18日 - ）は、アメリカ合衆国の医師、政治家。ドナルド・トランプ政権にて17代目アメリカ合衆国住宅都市開発長官を務めた。

## 来歴

### 生い立ち
1951年9月18日にミシガン州デトロイトで、第二次世界大戦でのアメリカ軍の退役軍人であるロバート・ソロモン・カーソン・ジュニア（1914年から1992年）と彼の妻であるソーニャ・カーソン（1928年から2017年）との間に誕生した。父のロバート・カーソンは牧師だったが、後にキャデラックの自動車工場労働者になった。彼の両親は両方ともジョージア州の田舎の大家族から来て、彼らが会って結婚した時に彼らはテネシー州の田舎に住んでいた。カーソンの母親は13歳で、父親は結婚して28歳であった。父親が兵役を終えた後、テネシー州チャタヌーガからデトロイトに引っ越した。ここではインディアンビレッジ周辺の大きな家に住んでいた。カーソンの兄であるカーティスは母親が20歳の1949年に誕生した。1950年にカーソンの両親はデトロイト南西部のボイントン地区のディーコンストリートにある733平方フィートの新しい一戸建て住宅を購入した。

### 医師
カーソンは1984年に33歳でジョンズ・ホプキンス小児センターの小児脳神経外科部長に就任し、当時アメリカで最も若い小児脳神経外科部長となった。退職後は、ジョンズ・ホプキンス医科大学の脳神経外科、腫瘍学、形成外科、小児科学の教授を務めている。
カーソンの功績には、後頭部で結合した結合双生児の分離手術に初めて成功させたことなどがある。さらに、子宮内の胎児に対する脳神経外科手術の最初の成功、脳幹腫瘍の新しい治療法の開発、発作を制御するための半球切除術の活性化などの業績がある。 彼は100以上の神経外科の論文を書いている。2013年に医学界を引退した。

### 政界
2016年アメリカ合衆国大統領共和党予備選挙に立候補し、共和党の全国投票をリードすることもあった。当選したドナルド・トランプ大統領の下で住宅都市開発長官に就任し、途中で交代する閣僚が少なくない中、カーソンは任期終了まで務めた。

## 人物
国際的なクリスチャンメディア及び出版会社であるゾンダーヴァンによって発行された査読付きジャーナルと6つのベストセラー本に多くの記事を書いている。最初の本は1992年に出版された自伝である。他の2つは彼の成功の個人的な成功哲学と、彼が宗教の安定的な影響力と見なしているものについて書かれている。